# Prasophyllum alpinum
Prasophyllum alpinum är en orkidéart som beskrevs av Robert Brown. Prasophyllum alpinum ingår i släktet Prasophyllum och familjen orkidéer. Inga underarter finns listade i Catalogue of Life.